# Neveletlen hercegnő 2. – Eljegyzés a kastélyban
A Neveletlen hercegnő 2. – Eljegyzés a kastélyban (eredeti cím: The Princess Diaries 2: Royal Engagement) 2004-ben bemutatott amerikai romantikus filmvígjáték Garry Marshall rendezésében. A 2001-es Neveletlen hercegnő folytatása.
Az előző filmből főszereplőként tér vissza Julie Andrews, Anne Hathaway, Héctor Elizondo, Heather Matarazzo és Larry Miller. Új szereplőként tűnik fel John Rhys-Davies, Chris Pine és Callum Blue.

## Cselekmény
Mia hercegnőnek házastársat kell választania, ugyanis ez a hagyomány. Mia egy hónapot kap, hogy jegyest találjon magának. Egy angol herceggel, Andrews Jackobyval eljegyzik egymást, azonban Nicolas, a rivális trónkövetelő lord fia bonyodalmat okoz. Nicolasék családját rég kiűzték a genoviai királyi családból, amennyiben Mia nem talál magának férjet, ők lépnek a trónra. Nicolas szerelmes lesz Miába, a lánynak azonban eltökélt szándéka, hogy a nép érdekében belemenjen egy számára boldogtalannak ígérkező házasságba. A királynő eközben szép lassan tanítgatja Miát az illő uralkodói viselkedésre. A végén a hercegnő úgy dönt, nagyanyjához hasonlóan egyedül fogja kormányozni az országát, így megkoronázzák. 
A film végén Nicolas megcsókolja Miát, a királynő összejön Mia testőrével, Joe-val, a királynő titkárja pedig Andrewsszal.

## Szereplők
| Színész                 | Szerep                    | Magyar hang        |
| ----------------------- | ------------------------- | ------------------ |
| Anne Hathaway           | Mia Thermopolis hercegnő  | Bogdányi Titanilla |
| Julie Andrews           | Clarisse Renaldi királynő | Hámori Ildikó      |
| Héctor Elizondo         | Joe                       | Reviczky Gábor     |
| John Rhys-Davies        | Viscount Mabrey           | Helyey László      |
| Heather Matarazzo       | Lilly Moscovitz           | Kuthy Patrícia     |
| Chris Pine              | Nicholas Devereaux        | Miller Zoltán      |
| Callum Blue             | Andrew Jacoby             | Takátsy Péter      |
| Tom Poston              | Lord Palimore             | Kun Vilmos         |
| Anna Jurjevna Nyetrebko | önmaga                    |                    |

## Fordítás
- Ez a szócikk részben vagy egészben  a   The Princess Diaries 2: Royal Engagement című angol Wikipédia-szócikk fordításán alapul.  Az eredeti cikk szerkesztőit annak laptörténete sorolja fel. Ez a jelzés csupán a megfogalmazás eredetét és a szerzői jogokat jelzi, nem szolgál a cikkben szereplő információk forrásmegjelöléseként.